# خاژاک بارسامیان
اسقف اعظم خاژاک بارسامیان (ارمنی: Խաժակ Արքեպիսկոպոս Պարսամեան؛ زادهٔ ۴ ژوئیه ۱۹۵۱) یک کشیش ارمنی‌تبار اهل ترکیه که بین سال‌های ۱۹۹۰ تا ۲۰۱۸ پیشوای اسقف‌نشین کلیسای ارمنی آمریکا بود.

## زندگی‌نامه
خاژاک بارسامیان در ۴ ژوئیه ۱۹۵۱ در آرابگیر به دنیا آمد. در سن ۱۳ سالگی در حوزه علمیه ارمنی صلیب مقدس در کنستانتینوپل مطالعات دینی خویش را آغاز نمود. با تشویق اسقف‌اعظم شنورک گالوستیان به اورشلیم رفت و بین سال‌های ۱۹۶۷ تا ۱۹۷۱ در حوزه علمیه پاتریارکی ارمنی جیمز مقدس تحصیل نمود. دکترای افتخاری فرهنگستان ملی علوم ارمنستان به وی اعطاء گردید.